# Wilhelm Haas (Bibliothekar)
Wilhelm Haas (* 25. Mai 1842 in Neutitschein; † 24. Januar 1918 in Wien) war ein österreichischer Bibliothekar. Er war Direktor der Universitätsbibliothek der Universität Wien und machte sich dort um die Katalogisierung verdient.

## Leben
Haas kam zum Studium der Mathematik und Physik an die Universität Wien und wurde dort zum Dr. phil. promoviert. 1874 wurde er Volontär an der Universitätsbibliothek Wien, 1881 Skriptor und 1884 Kustos. In dieser Zeit stellte er seine organisatorischen Fähigkeiten, insbesondere beim Umzug der Bibliothek 1884, unter Beweis.
Haas wurde am 14. September 1885 zum Direktor der Universitätsbibliothek Graz berufen. Auch dort konnte er seine organisatorischen Fähigkeiten einbringen und wurde dafür 1897 mit dem Titel Regierungsrat ausgezeichnet. Am 22. Juni 1903 schlug die Bibliothekskommission der Wiener Universität Haas zum Nachfolger des Bibliotheksdirektors Grassauer vor. Am 7. Juli 1903 folgte das Ministerium diesem Vorschlag und ernannte Haas zum Direktor. Haas bekam den Charakter eines Hofrates verliehen.
Haas machte sich um die Katalogisierung der Wiener Universitätsbibliothek verdient. Er führte an Stelle der handgeschriebenen Kataloge gedruckte Kataloge ein und ließ 1903 das Katalogzimmer vergrößern. Außerdem ließ er eine zweistöckige Galerie für Nachschlagewerke errichten. 1905 begann er die Arbeit an einem Schlagwortkatalog. Die Vergrößerung der Bibliotheksräumlichkeiten konnte er in seiner Amtszeit nicht mehr erreichen. Er wurde am 30. September 1910 in den Ruhestand versetzt.
Haas war verheiratet mit Josefine Pokorny (1836–1901). Beider Tochter Fanny (1865–1922) war verheiratet mit Generaloberst Karl Křitek.
Er war Mitglied der Wiener Burschenschaft Markomannia.

## Ehrungen
Haas war Träger der Titel Regierungsrat und Hofrat. Außerdem trug er das Jubiläumskreuz sowie die Jubiläums-Erinnerungs-Medaille für zivile Staatsbeamte. 1905 bekam er das Ritterkreuz des Ordens der Eisernen Krone III. Klasse und 1910 das Komturkreuz des Franz-Joseph-Ordens verliehen.

## Schriften
- Die Übersiedlung der k. k. Universitäts-Bibliothek in Wien im September 1884. In: Zentralblatt für Bibliothekswesen, Jg. 2, 1885, S. 312–321 (online).